# Биугге, Лоренц
Лоренц Биугге — военный деятель Смутного времени.
Родом швед, из Гельзингеланда.
Служил в Лифляндии и во время Ливонской войны, в 1570-х годах, был взят в плен войсками Ивана Грозного. Отведённый в Москву, он перешёл на русскую службу, принял православие и в звании капитана командовал отрядом иноземцев.
21 декабря 1604 года, находясь в Трубчевске, во главе 600 иностранцев он, во время боя под этим городом Лжедмитрия I с Басмановым и Мстиславским, сделал удачную вылазку и поджёг неприятельский укреплённый стан, чем вырвал победу из рук Лжедмитрия.
Позже перешёл на службу к Лжедмитрию II и в 1609 году был послан им воеводою в Ярославль. Дальнейшая судьба его не известна.